# Bizz Nizz
Bizz Nizz was een Belgische dance-act die in 1989 ontstond in Antwerpen. De groep bestond uit de producers Jean-Paul De Coster en Peter Neefs.
Hun eerste twee producties, We're Gonna Catch You! en Don't Miss the Party Line, waren dansnummers in het genre van de New Beat, het genre waarin ook andere Belgische formaties als de Confetti's en Technotronic wereldhits hadden gescoord. De eerste twee singles werden eveneens hits in heel Europa. In het Verenigd Koninkrijk bereikte Don't Miss the Party Line zelfs de zevende plaats in de UK Singles Chart in april 1990, toen nog een uitzonderlijke prestatie voor een dergelijk nummer.
In 1991 kwamen De Coster en Wilde, op zoek naar zangstemmen voor hun volgende singles Money, Money en Get Ready For This, in contact met Ray Slijngaard en Anita Doth. De beide producers waren zo tevreden over de prestaties van de twee, dat ze besloten om op te houden met Bizz Nizz en met vier de groep 2 Unlimited vormden. Deze formatie zou uiteindelijk wereldwijd zo'n 20 miljoen exemplaren van hun singles en albums verkopen.